# Ноториъс Би Ай Джи
Кристофър Джордж Латор Уолъс (на английски: Christopher George Latore Wallace), по-известен под сценичния псевдоним The Notorious B.I.G. (но наричан също и Biggie Smalls), е хип-хоп музикант, роден в Ню Йорк Сити, САЩ. Той е един от най-известните рапъри през 90-те години на 20 век, смятан за един от най-добрите изпълнители в своя жанр.

## Биография и творчество
Роден е на 21 май 1972 година в Бруклин, един от районите на Ню Йорк, като единствено дете в семейството. Израства по времето, когато в САЩ има бум на употребата на наркотици (1984 – 1990), и започва да разпространява дрога на ранна възраст. Неговият баща ги напуска, когато той е на 2 години. Майка му работи на 2 места едновременно, за да го отгледа. По-късно в училище съучениците му го наричат „Големия“ заради наднорменото му тегло. Когато е на 12 години, започва да продава дрога в училище. Неговата майка работи много и не знае с какво се занимава той. След 2 години го записва в друго училище, където по онова време учат рапърите Джей Зи и Бъста Раймс. Има проблем с поведението и на няколко пъти е изхвърлян от училище. Докато продава дрога из улиците на Бруклин, започва да харесва рап музика.
Кристофър бил няколко пъти арестуван, в един от тях прекарал 9 месеца в затвора заради продажба на дрога. В затвора започва да пише песни и да рапира. След излизане от затвора прави същото, но този път записва демо касета и бива забелязван от „Uptown Records“ на Шон Комбс. През 1993 година Шон Комбс основава „Bad Boy Records“ и взима заедно със себе си, и Кристофър (Биги). През същата година му се ражда първото му дете (момиче), от дългогодишната му приятелка.
През следващата година той отново се фокусира върху музиката си и след няколко ремикса записва бъдещия си албум „Ready To Die.“. На 4 август 1994 г. се жени за R&B певицата Фейт Еванс, но след 2 месеца се развеждат. След 4 дни неговите песни „Juicy“ и „Unbelievable“ стават сензация в хип-хопа. На 13 септември 1994 г. неговият албум „Ready To Die“ e завършен, и достига номер 13 на Билборд 200.
Когато дебютира с „Ready to Die“ през 1994 г., той е основна фигура в разпространението на наркотици на Източния бряг, и разширява влиянието на Ню Йорк, когато хип-хопът е доминиран от Западния бряг. През следващата година извежда групата Junior M.A.F.I.A., съставена от негови приятели от детството, до предни позиции в музикалните класации.

### Създаване на Junior M.A.F.I.A.
През август 1995 г. създава Junior M.A.F.I.A, рап банда с неговите приятели от детството, включващи Лил Ким и Лил Сийс. Записват първия си албум „Conspiracy“. Албумът достига 69 000 копия от първата седмица, и е доста скандален, защото във всяка една от песните се говори за пари, оръжия и секс. Първият сингъл „The Players Anthem“ и достига златен статус.

### Войната със западноамериканските рапъри
Проблемите започват в Ню Йорк през нощта на 30 ноември 1994 г., когато друг много известен Рапър и приятел на Биги, Тупак Шакур бива извикан от Биги в известно Нюйоркско студио Quad Recording Studios, за да запишат песен заедно. Когато Тупак пристига в студиото заедно с неговите приятели, в лобито на студиото бива застрелян 5 пъти от трима маскирани мъже. Тупак Шакур оцелява като по чудо. Никой не е задържан по случая, полицията обявява случаят за грабеж. Макар и Тупак Шакур постоянно да вини своя бивш приятел за това, няма доказателства, че е било по идея на Биги, и самият Биги казвал, че нямал намерение да го стори на своя приятел. Официално войната започва на 3 август 1995 г. на Годишните музикални награди, когато на сцената основателят на „Death Row Records“ Сюдж Найт, публично обижда Шон Комбс, основателят на Bad Boy Records. През 1996 година Тупак Шакур основава своя рап група Outlawz и обиждат Биги с песента Hit' Em Up. По това време песента Who shot ya? (на български: „Кой те застреля?“) излиза наяве и всички вестници, списания и Тупак приемат песента за отговор на песента Hit em' up. По-късно Биги твърди, че песента не е срещу Тупак и че тя е записана преди Тупак да бъде застрелян.

## Последен албум и смърт
Последният албум на Биги е „Life After Death“ (на български: Живот след смъртта), записан е в периода от 1995 до януари 1997 година. Албумът е издаден официално на 25 март 1997 (2 седмици след като Биги е застрелян фатално). Албумът става много популярен и успява да продаде 690 000 копия през първата седмица и печели доста награди. През 2003 албумът е поставен на 483-то място в списанието „Ролинг Стоунс“ за топ 500 албуми за всички времена.

### Смърт
На 9 март 1997 г. Кристофър Уолъс заминава за Лос Анджелис да получи музикалната си награда и да изпълни песен. На същия ден той, Шон Комбс, и другите членове на групата му са поканени от списанието „Vibe“ на парти, което ще бъде последното на Биги. След приключването на партито, двамата и другите членове на неговата група („Junior M.A.F.I.A“), напускат клуба на път към хотелите си. Около 00:40 ч. те спират на един от светофарите, до тях се доближава костюмиран мъж в Шевролет Impala и открива огън по автомобила им с 9-mm пистолет. Биги е улучен 4 пъти и бързо е закаран до болницата, но заради сериозна загуба на кръв не успява да бъде спасен. След години конспирации и разследвания, убиецът все още не е намерен. Така, на 24-годишна възраст той е убит няколко месеца след убийството на Тупак Шакур. Погребан е на 18 март 1997 г., като на погребението присъстват около 350 души, сред които Бъста Раймс, Run–D.M.C., Лил Ким, Салт-Ен-Пепа и други известни личности от рап средите. След погребението е кремиран, а прахът е предаден на семейството му.

## Дискография
- 1994: Ready to Die
- 1995: Conspiracy (with Junior M.A.F.I.A.)
- 1997: Life After Death
- 1999: Born Again